# 钝叶齿缘草
钝叶齿缘草（学名：Eritrichium incanum）为紫草科齿缘草属的植物。分布于俄罗斯、朝鲜以及中国大陆的黑龙江、内蒙古等地，常生长在山坡及山顶砾石地，目前尚未由人工引种栽培。